# Pornography
Albummet Pornography blev udgivet i 1982 af gruppen The Cure. Dette album var med til at definere musikstilen goth, ikke helt som de fleste kender stilen i dag, men i en mere oprindelig retning.
Albummet begynder med nummeret "One Hundred Years", hvor Robert Smith synger "It doesn't matter if we all die!".
Denne markering af afmagt og skyldfølelse er typisk for hele albummet, og man fornemmer den dengang kun 23-årige Robert Smiths frustration over livets gang.